# Celestial
Celestial este cel de-al treilea album studio al trupei mexicane RBD, lansat in 2006.

## Cântece
1. „Tal Vez Después” (Rick Nowels, Kara DioGuardi, Michkin Boyzo) — 3:06
2. „Ser o Parecer” (Armando Ávila) — 3:31
3. „Dame” (Carlos Lara) — 4:04
4. „Celestial” (Carlos Lara, Pedro Damián) — 3:29
5. „Quizá” (Ángel Reyero, Armando Ávila, Michkin Boyzo) — 3:34
6. „Bésame Sin Miedo” (Chico Bennett, John Ingoldsby) — 3:32
7. „Tu Dulce Voz” (Patrick Berger, Kara DioGuardi, Michkin Boyzo) — 3:21
8. „Algún Día” (Carlos Lara) — 4:09
9. „Me Cansé” (Gabriel Esle, Carolina Rosas) — 2:43
10. „Aburrida y Sola” (Carlos Lara) — 3:55
11. „Es Por Amor” (Sandra Baylac, Cachorro López, Sebastián Schon) — 3:19
12. Rebels („Tu Amor/Wanna Play/Cariño Mio/I Wanna Be The Rain”) — 2:00